# Limnoculodes japonicus
Limnoculodes japonicus is een vlokreeftensoort uit de familie van de Oedicerotidae. De wetenschappelijke naam van de soort is voor het eerst geldig gepubliceerd in 1965 door Nagata.